# Мохнацкий, Мауриций
Мауриций (Маври́кий) Мохнацкий (пол. Maurycy Mochnacki; 13 сентября 1803, Боянец — 20 декабря 1834, Осер) — польский политический деятель, публицист, музыкальный критик и литературный критик, пианист.
Участник польского восстания 1830 года.

## Биография
Изучал право в Варшавском университете Польского царства России. За несколько дней до окончания обучения был арестован за оказание сопротивления полиции и более месяца находился в заключении. По приказу Константина Павловича был исключён из университета с запрещением работы в государственных учреждениях.
За участие в Союзе вольных поляков в 1823—1824 годах находился в заключении.
В 1825—1830 годах работал в редакциях газет и журналов «Dziennik Warszawski», «Izyda Polska», «Gazeta Polska», «Kurier Polski», а также в Комиссии внутренних дел и отделе цензуры.
В 1829 году — участник заговора (террорист) под руководством П. Высоцкого с целью убийства российского императора Николая I.
В 1830—1831 годах — член радикально-демократического крыла польского освободительного движения. Участник ноябрьского восстания 1830—1831 годов. После начала восстания организовал «Клуб революционеров», был в оппозиции к Ф. Друцкому-Любецкому. В самом начале 1831 года создал журнал «Nowa Polska».
Записался добровольцем в незаконную польскую повстанческую армию и рядовым солдатом принял участие в сражении при Грохове. Получил ранение в руку и ногу. Залечив раны сражался с русскими войсками под Окуневым, Вавером, Длугосёдлом и под Остроленкой. В сражении под Остроленкой был четырежды ранен.
Один из организаторов Патриотического общества. После поражения восстания эмигрировал во Францию. Сотрудничал с «Отелем Ламбер» во главе с Адамом Ежи Чарторыйским.
Выступал как пианист.

## Творчество
Автор ряда публицистических работ и статей. Главный труд «Восстание польского народа в 1830 и 1831 годах» (пол. «Powstanie narodu polskiego w roku 1830 i 1831»), опубликованный во Франции в 1834 г. с детальным описанием событий тех лет.
Мауриций Мохнацкий — один из теоретиков раннего польского романтизма. Его перу принадлежат работы о польской литературе XIX века. Создание собственной польской литературы рассматривал как условие существования нации.
В качестве музыкального критика занимался, в первую очередь, творчеством Шопена, Н. Паганини, М. Шимановской и др.
Умер в эмиграции, во Франции.

## Награды
- Орден Virtuti Militari.